# Alchemilla pseudoincisa
Alchemilla pseudoincisa é uma espécie de rosácea do gênero Alchemilla, pertencente à família Rosaceae.